# 巴尼亞科維利亞查
巴尼亞科維利亞查是塞爾維亞的城鎮，由馬切萬州負責管轄，位於該國西部，距離首都貝爾格萊德137公里，毗鄰與波斯尼亞和黑塞哥維那接壤的邊境，海拔高度128米，2002年人口6,340。

## 外部連結
- 官方网站
- Youth & Children Home "Vera Blagojević" Banja Koviljača （页面存档备份，存于）
- Banja Koviljaca tourist guide （页面存档备份，存于）
- Banja Koviljaca Serbian spa （页面存档备份，存于）